# عزلة بني عباس (تعز)

تعديل مصدري - تعديل

عزلة بني عباس هي إحدى عزل مديرية المواسط في محافظة تعز اليمنية ويبلغ تعداد سكانها 4916 نسمة حسب التعداد السكاني في اليمن لعام 2004.
ويعود نسبهم إلى الاعبوس